# Зебил (окръг Тулча)
Зебил (на румънски: Zebil) е село в окръг Тулча, Северна Добруджа, Румъния.

## История
Запазени са сведения за дейността на училищната организация в Добруджа с протокол от 30 юли 1878, където се посочват имената на местни български първенци, натоварени с уреждането на българските училища в Бабадагското окръжие.
До 1940 година Зебил е с преобладаващо българско население, което се изселва в България по силата на подписаната през септември същата година Крайовската спогодба.